# Награда Александар Лифка
Награда Александар Лифка јесте признање које Палићки филмски фестивал додељује за допринос европској кинематографији. Фестивал је основан 1994. године и одржава се сваке године у јулу месецу. Награда је добила име по Александру Лифки, једном од пионира кинематографије у Средњој Европи. Први пут је додељена 2000. године.

## Добитници
| Година | Добитник                 | Напомена                                        | Изв.                        |
| ------ | ------------------------ | ----------------------------------------------- | --------------------------- |
| 2000.  | Милена Дравић            | српска глумица                                  | [ 1 ] [ 2 ]                 |
| 2000.  | Миклош Јанчо             | мађарски редитељ и сценариста                   | [ 1 ] [ 2 ]                 |
| 2001.  | Душан Макавејев          | српски редитељ и сценариста                     | [ 1 ] [ 2 ]                 |
| 2001.  | Јиржи Менцл              | чешки редитељ, сценариста и глумац              | [ 1 ] [ 2 ]                 |
| 2002.  | Гордан Михић             | српски редитељ и сценариста                     | [ 1 ] [ 2 ]                 |
| 2002.  | Лучијан Пинтилије        | румунски редитељ и сценариста                   | [ 1 ] [ 2 ]                 |
| 2003.  | Пуриша Ђорђевић          | српски редитељ и сценариста                     | [ 1 ] [ 2 ]                 |
| 2003.  | Кшиштоф Зануси           | пољски редитељ                                  | [ 1 ] [ 2 ]                 |
| 2004.  | Живорад Жика Митровић    | српски редитељ и сценариста                     | [ 1 ] [ 2 ]                 |
| 2004.  | Маргарета фон Трота      | немачка редитељка, сценаристкиња и глумица      | [ 1 ] [ 2 ]                 |
| 2005.  | Анджеј Вајда             | пољски редитељ, сценариста и продуцент          | [ 1 ] [ 2 ]                 |
| 2005.  | Ева Рас                  | српска глумица                                  | [ 1 ] [ 2 ]                 |
| 2006.  | Теодорос Ангелопулос     | грчки редитељ, сценариста и продуцент           | [ 1 ] [ 2 ]                 |
| 2006.  | Велимир Бата Живојиновић | српски глумац                                   | [ 1 ] [ 2 ]                 |
| 2007.  | Иштван Сабо              | мађарски редитељ и сценариста                   | [ 3 ]                       |
| 2007.  | Љубиша Самарџић          | српски глумац, редитељ и продуцент              | [ 3 ]                       |
| 2008.  | Кен Лоуч                 | енглески редитељ, сценариста и продуцент        | [ 4 ]                       |
| 2008.  | Горан Паскаљевић         | српски редитељ, сценариста и продуцент          | [ 4 ]                       |
| 2009.  | Кен Расел                | енглески редитељ                                | [ 5 ]                       |
| 2009.  | Предраг Манојловић       | српски глумац                                   | [ 5 ]                       |
| 2010.  | Константин Гаврас        | грчко-француски редитељ, сценариста и продуцент | [ 6 ]                       |
| 2010.  | Горан Марковић           | српски редитељ и сценариста                     | [ 6 ]                       |
| 2011.  | Лордан Зафрановић        | хрватски редитељ и сценариста                   | [ 7 ]                       |
| 2011.  | Срђан Карановић          | српски редитељ и сценариста                     | [ 7 ]                       |
| 2012.  | Жан Марк Бар             | француски глумац, редитељ и продуцент           | [ 8 ]                       |
| 2012.  | Зоран Симјановић         | српски композитор и музичар                     | [ 8 ]                       |
| 2013.  | Емир Кустурица           | српски редитељ и сценариста                     | [ 9 ]                       |
| 2013.  | Никита Михалков          | руски редитељ, сценариста, продуцент и глумац   | [ 9 ]                       |
| 2014.  | Мира Бањац               | српска глумица                                  | [ 10 ]                      |
| 2014.  | Клод Лелуш               | француски редитељ, сценариста и продуцент       | [ 10 ]                      |
| 2015.  | Рој Андерсон             | шведски редитељ                                 | [ 11 ]                      |
| 2015.  | Желимир Жилник           | српски редитељ и сценариста                     | [ 11 ]                      |
| 2016.  | Улрих Зајдл              | аустријски редитељ, сценариста и продуцент      | [ 12 ]                      |
| 2016.  | Слободан Шијан           | српски редитељ и сценариста                     | [ 12 ]                      |
| 2017.  | Кристофер Хамптон        | енглески сценариста                             | [ 13 ]                      |
| 2017.  | Славко Штимац            | српски глумац                                   | [ 13 ]                      |
| 2018.  | Раде Шербеџија           | југословенски глумац                            | [ 14 ]                      |
| 2019.  | Рајко Грлић              | хрватски редитељ, сценариста и продуцент        | [ 15 ]                      |
| 2019.  | Миљен Крека Кљаковић     | српски сценограф                                | [ 15 ]                      |
| 2020.  | Илдико Ењеди             | мађарска редитељка                              | [ 16 ] [ 17 ] [ 18 ] [ 19 ] |
| 2020.  | Мирјана Карановић        | српска глумица                                  | [ 16 ] [ 17 ] [ 18 ] [ 19 ] |
| 2021.  | Александар Берчек        | српски глумац                                   | [ 20 ]                      |
| 2021.  | Кристијан Пецолд         | немачки редитељ и сценариста                    | [ 20 ]                      |
| 2022.  | Мишел Азанависијус       | француски редитељ, сценариста и продуцент       | [ 21 ]                      |
| 2022.  | Игор Гало                | југословенски глумац, редитељ и продуцент       | [ 21 ]                      |
| 2022.  | Душан Ковачевић          | српски драматург, сценариста и редитељ          | [ 21 ]                      |
| 2023.  | Богдан Диклић            | српски глумац                                   | [ 22 ]                      |
| 2024.  | Аница Добра              | српска глумица                                  | [ 23 ]                      |
| 2024.  | Адемир Кеновић           | босанскохерцеговачки редитељ и продуцент        | [ 23 ]                      |
| 2024.  | Федон Папамихаел         | грчки директор фотографије                      | [ 23 ]                      |
| 2025.  | Сергиј Лозницја          | украјински редитељ и сценариста                 | [ 24 ]                      |
| 2025.  | Светозар Цветковић       | српски глумац и продуцент                       | [ 24 ]                      |